# Oamishirasato
Oamishirasato (大網白里市, Ōamishirasato-shi) is een stad in de prefectuur Chiba, Japan. In 2012 telde de stad 51.176 inwoners.

## Geschiedenis
Op 1 januari 2013 werd Oamishirasato benoemd tot stad (shi).

## Partnersteden
- Nakanojo, Japan sinds 1979

## Geboren
- Misaki Doi (1991), tennisspeelster
- Aya Miyama (1985), voetbalster.

Steden:
Abiko · Asahi · Chiba (hoofdstad) · Choshi · Funabashi · Futtsu · Ichihara · Ichikawa · Inzai · Isumi · Kamagaya · Kamogawa · Kashiwa · Katori · Katsuura · Kimitsu · Kisarazu · Matsudo · Minamiboso · Mobara · Nagareyama · Narashino · Narita · Noda · Oamishirasato · Sakura · Sanmu · Shiroi · Sodegaura · Sosa · Tateyama · Tomisato · Togane · Urayasu · Yachimata · Yachiyo · Yotsukaido

Districten:
Awa · Chosei · Inba · Isumi · Katori · Sanbu
Gemeenten per district